# Siphiwe Tshabalala
Lawrence Siphiwe Dambuza Tshabalala (Phiri, 25 settembre 1984) è un ex calciatore sudafricano, di ruolo centrocampista o ala.
È ricordato per aver segnato il primo iconico gol del campionato mondiale giocato in casa dalla sua nazionale.

## Caratteristiche
È un esterno di centrocampo dotato di ottima tecnica individuale e grande rapidità.

## Carriera

### Club
Originario di Phiri, è calcisticamente cresciuto nel settore giovanile dei Kaizer Chiefs; dopo un'esperienza triennale con i Free State Stars, nel 2007 è tornato ai Chiefs, guadagnandosi in breve tempo il posto di titolare sulla fascia sinistra.
Dopo undici anni passati tra le file dei Chiefs, nel 2018 si è trasferito in Turchia per firmare un contratto biennale con l'Erzurumspor.
Nel 2020 è tornato in patria per giocare con l'AmaZulu.

### Nazionale
Ha esordito con la nazionale sudafricana il 14 gennaio 2006, durante un'amichevole vinta per 2-1 contro l'Egitto.
L'11 giugno 2010, nel pareggio per 1-1 contro il Messico, ha segnato il primo gol del campionato mondiale giocato in casa.

## Statistiche

### Cronologia presenze e reti in nazionale
| Cronologia completa delle presenze e delle reti in nazionale ― Sudafrica | Cronologia completa delle presenze e delle reti in nazionale ― Sudafrica | Cronologia completa delle presenze e delle reti in nazionale ― Sudafrica | Cronologia completa delle presenze e delle reti in nazionale ― Sudafrica | Cronologia completa delle presenze e delle reti in nazionale ― Sudafrica | Cronologia completa delle presenze e delle reti in nazionale ― Sudafrica | Cronologia completa delle presenze e delle reti in nazionale ― Sudafrica | Cronologia completa delle presenze e delle reti in nazionale ― Sudafrica |
| Data                                                                     | Città                                                                    | In casa                                                                  | Risultato                                                                | Ospiti                                                                   | Competizione                                                             | Reti                                                                     | Note                                                                     |
| ------------------------------------------------------------------------ | ------------------------------------------------------------------------ | ------------------------------------------------------------------------ | ------------------------------------------------------------------------ | ------------------------------------------------------------------------ | ------------------------------------------------------------------------ | ------------------------------------------------------------------------ | ------------------------------------------------------------------------ |
| 14-1-2006                                                                | Il Cairo                                                                 | Egitto                                                                   | 1 – 2                                                                    | Sudafrica                                                                | Amichevole                                                               | -                                                                        | 61’                                                                      |
| 22-1-2006                                                                | Alessandria d'Egitto                                                     | Sudafrica                                                                | 0 – 2                                                                    | Guinea                                                                   | Coppa d'Africa 2006 - 1º turno                                           | -                                                                        | 57’                                                                      |
| 30-1-2006                                                                | Alessandria d'Egitto                                                     | Zambia                                                                   | 1 – 0                                                                    | Sudafrica                                                                | Coppa d'Africa 2006 - 1º turno                                           | -                                                                        |                                                                          |
| 10-5-2006                                                                | Maseru                                                                   | Lesotho                                                                  | 0 – 0                                                                    | Sudafrica                                                                | Amichevole                                                               | -                                                                        | 75’                                                                      |
| 20-5-2006                                                                | Gaborone                                                                 | eSwatini                                                                 | 0 – 1                                                                    | Sudafrica                                                                | Coppa COSAFA 2006                                                        | -                                                                        | 77’                                                                      |
| 21-5-2006                                                                | Gaborone                                                                 | Botswana                                                                 | 0 – 0 (6 – 5 dtr)                                                        | Sudafrica                                                                | Coppa COSAFA 2006                                                        | -                                                                        | 90’                                                                      |
| 8-10-2006                                                                | Lusaka                                                                   | Zambia                                                                   | 0 – 1                                                                    | Sudafrica                                                                | Qual. Coppa d'Africa 2008                                                | -                                                                        | 76’                                                                      |
| 15-11-2006                                                               | Brentford                                                                | Egitto                                                                   | 1 – 0                                                                    | Sudafrica                                                                | Amichevole                                                               | -                                                                        |                                                                          |
| 17-10-2007                                                               | Siena                                                                    | Italia                                                                   | 2 – 0                                                                    | Sudafrica                                                                | Amichevole                                                               | -                                                                        | 72’                                                                      |
| 24-10-2007                                                               | Bloemfontein                                                             | Sudafrica                                                                | 0 – 0 (4 – 3 dtr)                                                        | Zambia                                                                   | Coppa COSAFA 2007                                                        | -                                                                        | 90’                                                                      |
| 17-11-2007                                                               | Johannesburg                                                             | Sudafrica                                                                | 0 – 1                                                                    | Stati Uniti                                                              | Amichevole                                                               | -                                                                        | 71’                                                                      |
| 13-1-2008                                                                | Durban                                                                   | Sudafrica                                                                | 2 – 0                                                                    | Mozambico                                                                | Amichevole                                                               | -                                                                        | 64’                                                                      |
| 16-1-2008                                                                | Durban                                                                   | Sudafrica                                                                | 2 – 1                                                                    | Botswana                                                                 | Amichevole                                                               | -                                                                        |                                                                          |
| 23-1-2008                                                                | Tamale                                                                   | Angola                                                                   | 1 – 1                                                                    | Sudafrica                                                                | Coppa d'Africa 2008 - 1º turno                                           | -                                                                        | 46’                                                                      |
| 31-1-2008                                                                | Kumasi                                                                   | Senegal                                                                  | 1 – 1                                                                    | Sudafrica                                                                | Coppa d'Africa 2008 - 1º turno                                           | -                                                                        | 51’                                                                      |
| 11-3-2008                                                                | Germiston                                                                | Sudafrica                                                                | 2 – 1                                                                    | Zimbabwe                                                                 | Amichevole                                                               | -                                                                        | 46’                                                                      |
| 26-3-2008                                                                | Johannesburg                                                             | Sudafrica                                                                | 3 – 0                                                                    | Paraguay                                                                 | Amichevole                                                               | 1                                                                        | 81’                                                                      |
| 19-8-2008                                                                | Londra                                                                   | Australia                                                                | 2 – 2                                                                    | Sudafrica                                                                | Amichevole                                                               | -                                                                        | 66’                                                                      |
| 6-9-2008                                                                 | Port Elizabeth                                                           | Sudafrica                                                                | 0 – 1                                                                    | Nigeria                                                                  | Qual. Mondiali 2010                                                      | -                                                                        | 75’                                                                      |
| 30-9-2008                                                                | Germiston                                                                | Sudafrica                                                                | 3 – 0                                                                    | Malawi                                                                   | Amichevole                                                               | -                                                                        | 78’                                                                      |
| 11-10-2008                                                               | Malabo                                                                   | Guinea Equatoriale                                                       | 0 – 1                                                                    | Sudafrica                                                                | Qual. Mondiali 2010                                                      | 1                                                                        |                                                                          |
| 15-10-2008                                                               | Bloemfontein                                                             | Sudafrica                                                                | 2 – 1                                                                    | Ghana                                                                    | Amichevole                                                               | -                                                                        |                                                                          |
| 19-11-2008                                                               | Rustenburg                                                               | Sudafrica                                                                | 3 – 2                                                                    | Camerun                                                                  | Amichevole                                                               | -                                                                        |                                                                          |
| 27-1-2009                                                                | Pretoria                                                                 | Sudafrica                                                                | 3 – 2                                                                    | Zambia                                                                   | Amichevole                                                               | -                                                                        | 70’                                                                      |
| 11-2-2009                                                                | Polokwane                                                                | Sudafrica                                                                | 0 – 2                                                                    | Cile                                                                     | Amichevole                                                               | -                                                                        | 86’                                                                      |
| 28-3-2009                                                                | Rustenburg                                                               | Sudafrica                                                                | 2 – 1                                                                    | Norvegia                                                                 | Amichevole                                                               | 1                                                                        | 69’                                                                      |
| 31-3-2009                                                                | Losanna                                                                  | Sudafrica                                                                | 2 – 0                                                                    | Portogallo                                                               | Amichevole                                                               | -                                                                        | 65’                                                                      |
| 6-6-2009                                                                 | Orlando                                                                  | Sudafrica                                                                | 1 – 0                                                                    | Polonia                                                                  | Amichevole                                                               | -                                                                        | 76’                                                                      |
| 17-6-2009                                                                | Rustenburg                                                               | Sudafrica                                                                | 2 – 0                                                                    | Nuova Zelanda                                                            | Conf. Cup 2009 - 1º turno                                                | -                                                                        | 81’                                                                      |
| 20-6-2009                                                                | Bloemfontein                                                             | Spagna                                                                   | 2 – 0                                                                    | Sudafrica                                                                | Conf. Cup 2009 - 1º turno                                                | -                                                                        | 90’                                                                      |
| 25-6-2009                                                                | Johannesburg                                                             | Brasile                                                                  | 1 – 0                                                                    | Sudafrica                                                                | Conf. Cup 2009 - Semifinale                                              | -                                                                        | 90+1’                                                                    |
| 28-6-2009                                                                | Rustenburg                                                               | Sudafrica                                                                | 2 – 3 dts                                                                | Spagna                                                                   | Conf. Cup 2009 - Finale                                                  | -                                                                        | 84’                                                                      |
| 5-9-2009                                                                 | Leverkusen                                                               | Germania                                                                 | 2 – 0                                                                    | Sudafrica                                                                | Amichevole                                                               | -                                                                        | 60’                                                                      |
| 8-9-2009                                                                 | Limerick                                                                 | Irlanda                                                                  | 1 – 0                                                                    | Sudafrica                                                                | Amichevole                                                               | -                                                                        | 63’                                                                      |
| 19-9-2009                                                                | Kimberley                                                                | Sudafrica                                                                | 1 – 0                                                                    | Madagascar                                                               | Amichevole                                                               | -                                                                        | 76’                                                                      |
| 10-10-2009                                                               | Oslo                                                                     | Norvegia                                                                 | 1 – 0                                                                    | Sudafrica                                                                | Amichevole                                                               | -                                                                        | 60’                                                                      |
| 13-10-2009                                                               | Reykjavík                                                                | Islanda                                                                  | 1 – 0                                                                    | Sudafrica                                                                | Amichevole                                                               | -                                                                        | 81’                                                                      |
| 14-11-2009                                                               | Port Elizabeth                                                           | Sudafrica                                                                | 0 – 0                                                                    | Giappone                                                                 | Amichevole                                                               | -                                                                        |                                                                          |
| 17-11-2009                                                               | Bloemfontein                                                             | Sudafrica                                                                | 0 – 0                                                                    | Giamaica                                                                 | Amichevole                                                               | -                                                                        | 81’                                                                      |
| 27-1-2010                                                                | Durban                                                                   | Sudafrica                                                                | 3 – 0                                                                    | Zimbabwe                                                                 | Amichevole                                                               | 1                                                                        | 63’                                                                      |
| 3-3-2010                                                                 | Johannesburg                                                             | Sudafrica                                                                | 1 – 1                                                                    | Namibia                                                                  | Amichevole                                                               | -                                                                        | 60’                                                                      |
| 31-3-2010                                                                | Asunción                                                                 | Paraguay                                                                 | 1 – 1                                                                    | Sudafrica                                                                | II Copa Visión Banco                                                     | 1                                                                        | 72’                                                                      |
| 22-4-2010                                                                | Wiesbaden                                                                | Sudafrica                                                                | 0 – 0                                                                    | Corea del Nord                                                           | Amichevole                                                               | -                                                                        |                                                                          |
| 28-4-2010                                                                | Offenbach am Main                                                        | Sudafrica                                                                | 2 – 0                                                                    | Giamaica                                                                 | Amichevole                                                               | -                                                                        |                                                                          |
| 16-5-2010                                                                | Nelspruit                                                                | Sudafrica                                                                | 4 – 0                                                                    | Thailandia                                                               | Amichevole                                                               | 1                                                                        |                                                                          |
| 24-5-2010                                                                | Johannesburg                                                             | Sudafrica                                                                | 1 – 1                                                                    | Bulgaria                                                                 | Amichevole                                                               | -                                                                        | 76’ 78’                                                                  |
| 27-5-2010                                                                | Johannesburg                                                             | Sudafrica                                                                | 2 – 1                                                                    | Colombia                                                                 | Amichevole                                                               | -                                                                        |                                                                          |
| 31-5-2010                                                                | Polokwane                                                                | Sudafrica                                                                | 5 – 0                                                                    | Guatemala                                                                | Amichevole                                                               | -                                                                        | 69’                                                                      |
| 5-6-2010                                                                 | Atteridgeville                                                           | Sudafrica                                                                | 1 – 0                                                                    | Danimarca                                                                | Amichevole                                                               | -                                                                        |                                                                          |
| 11-6-2010                                                                | Johannesburg                                                             | Sudafrica                                                                | 1 – 1                                                                    | Messico                                                                  | Mondiali 2010 - 1º turno                                                 | 1                                                                        |                                                                          |
| 16-6-2010                                                                | Pretoria                                                                 | Sudafrica                                                                | 0 – 3                                                                    | Uruguay                                                                  | Mondiali 2010 - 1º turno                                                 | -                                                                        |                                                                          |
| 22-6-2010                                                                | Bloemfontein                                                             | Francia                                                                  | 1 – 2                                                                    | Sudafrica                                                                | Mondiali 2010 - 1º turno                                                 | -                                                                        |                                                                          |
| 11-8-2010                                                                | Johannesburg                                                             | Sudafrica                                                                | 1 – 0                                                                    | Ghana                                                                    | Amichevole                                                               | -                                                                        | 67’                                                                      |
| 4-9-2010                                                                 | Nelspruit                                                                | Sudafrica                                                                | 2 – 0                                                                    | Niger                                                                    | Qual. Coppa d'Africa 2012                                                | -                                                                        |                                                                          |
| 10-10-2010                                                               | Freetown                                                                 | Sierra Leone                                                             | 0 – 0                                                                    | Sudafrica                                                                | Qual. Coppa d'Africa 2012                                                | -                                                                        | 55’                                                                      |
| 17-11-2010                                                               | Città del Capo                                                           | Sudafrica                                                                | 0 – 1                                                                    | Stati Uniti                                                              | Amichevole                                                               | -                                                                        |                                                                          |
| 9-2-2011                                                                 | Johannesburg                                                             | Sudafrica                                                                | 2 – 0                                                                    | Kenya                                                                    | Amichevole                                                               | -                                                                        |                                                                          |
| 26-3-2011                                                                | Johannesburg                                                             | Sudafrica                                                                | 1 – 0                                                                    | Egitto                                                                   | Qual. Coppa d'Africa 2012                                                | -                                                                        |                                                                          |
| 5-6-2011                                                                 | Il Cairo                                                                 | Egitto                                                                   | 0 – 0                                                                    | Sudafrica                                                                | Qual. Coppa d'Africa 2012                                                | -                                                                        | 22’ 90’                                                                  |
| 10-8-2011                                                                | Johannesburg                                                             | Sudafrica                                                                | 3 – 0                                                                    | Burkina Faso                                                             | Amichevole                                                               | 1                                                                        |                                                                          |
| 4-9-2011                                                                 | Niamey                                                                   | Niger                                                                    | 2 – 1                                                                    | Sudafrica                                                                | Qual. Coppa d'Africa 2013                                                | -                                                                        | 70’                                                                      |
| 8-10-2011                                                                | Nelspruit                                                                | Sudafrica                                                                | 0 – 0                                                                    | Sierra Leone                                                             | Qual. Coppa d'Africa 2012                                                | -                                                                        |                                                                          |
| 12-11-2011                                                               | Port Elizabeth                                                           | Sudafrica                                                                | 1 – 1                                                                    | Costa d'Avorio                                                           | Amichevole                                                               | -                                                                        | 90+6’                                                                    |
| 3-6-2012                                                                 | Rustenburg                                                               | Sudafrica                                                                | 1 – 1                                                                    | Etiopia                                                                  | Qual. Mondiali 2014                                                      | -                                                                        |                                                                          |
| 9-6-2012                                                                 | Gaborone                                                                 | Botswana                                                                 | 1 – 1                                                                    | Sudafrica                                                                | Qual. Mondiali 2014                                                      | -                                                                        | 67’                                                                      |
| 15-6-2012                                                                | Nelspruit                                                                | Sudafrica                                                                | 3 – 0                                                                    | Gabon                                                                    | Amichevole                                                               | 1                                                                        | 80’                                                                      |
| 7-9-2012                                                                 | San Paolo                                                                | Brasile                                                                  | 1 – 0                                                                    | Sudafrica                                                                | Amichevole                                                               | -                                                                        |                                                                          |
| 11-9-2012                                                                | Nelspruit                                                                | Sudafrica                                                                | 2 – 0                                                                    | Mozambico                                                                | Amichevole                                                               | -                                                                        | 84’                                                                      |
| 12-10-2012                                                               | Varsavia                                                                 | Polonia                                                                  | 1 – 0                                                                    | Sudafrica                                                                | Amichevole                                                               | -                                                                        | 76’                                                                      |
| 16-10-2012                                                               | Nairobi                                                                  | Kenya                                                                    | 1 – 2                                                                    | Sudafrica                                                                | Amichevole                                                               | -                                                                        | 46’                                                                      |
| 22-12-2012                                                               | Durban                                                                   | Sudafrica                                                                | 3 – 1                                                                    | Malawi                                                                   | Amichevole                                                               | 1                                                                        | 50’                                                                      |
| 8-1-2013                                                                 | Città del Capo                                                           | Sudafrica                                                                | 0 – 1                                                                    | Norvegia                                                                 | Amichevole                                                               | -                                                                        | 56’                                                                      |
| 12-1-2013                                                                | Rustenburg                                                               | Sudafrica                                                                | 0 – 0                                                                    | Algeria                                                                  | Amichevole                                                               | -                                                                        | 51’                                                                      |
| 19-1-2013                                                                | Johannesburg                                                             | Sudafrica                                                                | 0 – 0                                                                    | Capo Verde                                                               | Coppa d'Africa 2013 - 1º turno                                           | -                                                                        | 60’                                                                      |
| 2-2-2013                                                                 | Durban                                                                   | Sudafrica                                                                | 1 – 1 dts (2 – 4 dtr)                                                    | Mali                                                                     | Coppa d'Africa 2013 - Quarti di finale                                   | -                                                                        | 105’                                                                     |
| 23-3-2013                                                                | Nelspruit                                                                | Sudafrica                                                                | 2 – 0                                                                    | Rep. Centrafricana                                                       | Qual. Mondiali 2014                                                      | -                                                                        | 57’                                                                      |
| 2-6-2013                                                                 | Nairobi                                                                  | Lesotho                                                                  | 0 – 2                                                                    | Sudafrica                                                                | Amichevole                                                               | -                                                                        | 81’                                                                      |
| 8-6-2013                                                                 | Yaoundé                                                                  | Rep. Centrafricana                                                       | 0 – 3                                                                    | Sudafrica                                                                | Qual. Mondiali 2014                                                      | 1                                                                        | 67’                                                                      |
| 16-6-2013                                                                | Addis Abeba                                                              | Etiopia                                                                  | 2 – 1                                                                    | Sudafrica                                                                | Qual. Mondiali 2014                                                      | -                                                                        |                                                                          |
| 14-8-2013                                                                | Durban                                                                   | Sudafrica                                                                | 0 – 2                                                                    | Nigeria                                                                  | Amichevole                                                               | -                                                                        |                                                                          |
| 17-8-2013                                                                | Johannesburg                                                             | Sudafrica                                                                | 2 – 0                                                                    | Burkina Faso                                                             | Amichevole                                                               | 1                                                                        | 82’                                                                      |
| 6-9-2013                                                                 | Durban                                                                   | Sudafrica                                                                | 4 – 1                                                                    | Botswana                                                                 | Qual. Mondiali 2014                                                      | -                                                                        | 88’                                                                      |
| 10-9-2013                                                                | Soweto                                                                   | Sudafrica                                                                | 1 – 2                                                                    | Zimbabwe                                                                 | Amichevole                                                               | -                                                                        | 64’                                                                      |
| 15-11-2013                                                               | Lobamba                                                                  | eSwatini                                                                 | 0 – 3                                                                    | Sudafrica                                                                | Amichevole                                                               | -                                                                        | 61’                                                                      |
| 19-11-2013                                                               | Johannesburg                                                             | Sudafrica                                                                | 1 – 0                                                                    | Spagna                                                                   | Amichevole                                                               | -                                                                        | 46’                                                                      |
| 11-1-2014                                                                | Città del Capo                                                           | Sudafrica                                                                | 3 – 1                                                                    | Mozambico                                                                | CHAN 2014 - 1º turno                                                     | -                                                                        |                                                                          |
| 15-1-2014                                                                | Città del Capo                                                           | Sudafrica                                                                | 1 – 1                                                                    | Mali                                                                     | CHAN 2014 - 1º turno                                                     | -                                                                        | 39’ 81’                                                                  |
| 19-1-2014                                                                | Città del Capo                                                           | Sudafrica                                                                | 1 – 3                                                                    | Nigeria                                                                  | CHAN 2014 - 1º turno                                                     | -                                                                        |                                                                          |
| 10-11-2017                                                               | Polokwane                                                                | Sudafrica                                                                | 0 – 2                                                                    | Senegal                                                                  | Qual. Mondiali 2018                                                      | -                                                                        | 69’                                                                      |
| Totale                                                                   |                                                                          | Presenze                                                                 | 89                                                                       |                                                                          | Reti                                                                     | 12                                                                       |                                                                          |

## Palmarès
- Campionato sudafricano: 2

Kaizer Chiefs: 2012-2013, 2014-2015